# Hangul
El hangul (한
글) és l'escriptura nadiua coreana. L'altra escriptura usada a Corea és la iconogràfica hanja, manllevada de la Xina. L'alfabet coreà, també conegut com a Hangul, pronunciat "hɑːn.ɡʊl" o "hɑːŋɡʊl" o Chosongul (transcrit oficialment Han-Geul a Corea del Sud i Chosŏn'gŭl a Corea del Nord), 한글 Han-geul/Han'Gul, "haːn.ɡɯl" o 조선 글 Chosŏn'gŭl / Joseongeul, "tɕosʌnɡɯl", és l'alfabet nadiu de l'idioma coreà va ser creat durant la Dinastia Joseon el 1443, i ara és el sistema d'escriptura oficial de Corea del Nord i Corea del Sud i cooficial a la Prefectura Autònoma Coreana de Yanbian dins la Província de Jilin a la Xina. A Corea del Sud, el Hangul de vegades es veu augmentat pels caràcters xinesos anomenats hanja, mentre que a Corea del Nord el hanja és pràcticament inexistent.
El Hangul és un alfabet veritable de 24 consonants i vocals. No obstant això, en lloc de ser escrit de forma seqüencial com les lletres de l'alfabet llatí, les lletres Hangul s'agrupen en blocs, com ara 한 Han, cadascuna de les quals transcriu una síl·laba. És a dir, encara que la síl·laba 한 Han es pot veure com un sol caràcter, que es compon de tres lletres: ㅎ h, ㅏ a i n ㄴ. Cada bloc sil·làbic consisteix en dos a cinc lletres, incloent almenys una consonant i una vocal. Aquests blocs es disposen horitzontalment d'esquerra a dreta o verticalment de dalt a baix. El nombre de blocs matemàticament possibles és d'11.172, encara que hi ha moltes menys síl·labes possibles permeses per la fonotàctica de Corea, i no totes les síl·labes fonotácticament-possibles ocorren en paraules coreanes reals. Per a una descripció fonològica, veure Fonologia coreana. Aquest sistema compta amb 24 signes bàsics, 14 consonants i 10 vocals, que combinats donen 5 consonants dobles i 11 diftongs. Històricament n'hi havia més que han quedat obsolets.

## Noms oficials

### Corea del Sud
- El nom modern Hangul (한글) va ser encunyat per Ju Sigyeong el 1912. Han (한) significa "gran" en coreà arcaic, mentre Geul (글) és la paraula coreana nadiua per "escriure". Han també es podria entendre com la paraula 韩 "Coreà" del vocabulari xinès-coreà. Així Hangul es pot llegir com "escriptura coreana", o com "gran escriptura"[2] 한글 És pronunciat "hanɡɯl" i ha estat romanitzat de les següents maneres:
  - Hangeul o han-Geul a la Romanització revisada del coreà, que el govern de Corea del Sud utilitza en totes les publicacions en anglès i encoratja a utilitzar a tots els efectes.
  - Han'gŭl al sistema McCune-Reischauer. Quan s'utilitza com una paraula a l'anglès, es fa sovint sense els diacrítics: hangul, sovint capitalitzats com Hangul. Aquesta és la forma en què apareix en molts diccionaris anglesos.
  - Hankul a la Romanització Yale, un sistema recomanat per als estudis lingüístics tècnics.

### Corea del Nord
- A Corea del Nord prefereixen anomenar-lo Chosŏn'gŭl (조선 글, "tɕosʌnɡɯl") per raons relacionades amb els diferents noms de Corea o uri kŭlcha (우리 글자, "els nostres caràcters")[3] com a expressió de nacionalisme ètnic coreà.

## Nom original, Hunminjeongeum
- El nom original era Hunminjeongeum (훈민정음; 训 民 正音). A causa de les objeccions als noms Hangeul, Chosŏn'gŭl i urigeul (우리 글) (vegeu més a baix) pels coreans a la Xina, la següent forma curta, poc comú, Jeongeum pot ser utilitzada com un nom neutral en alguns contextos internacionals.

## Altres noms
Fins a l'inici del segle xx, el Hangul va ser denigrat com a vulgar per l'elit lletrada que prefereix el sistema tradicional d'escriptura, el hanja. L'hi donaren noms com aquests:
- Achimgeul (아침 글 "escriptura que es pot aprendre en un matí").[5] Encara que una mica pejoratiu, això es basa en la realitat, segons l'expressat per Jeong Inji, que "un home savi pot familiaritzar-s'hi abans que el matí s'acabi, un home estúpid pot aprendre en l'espai de deu dies."[6] En l'original hanzi, això es representa com "故智者不終朝而會，愚者可浹旬而學。"[7]
- Gungmun (Hangul: 국문, hanja: 国文 "escriptura nacional")
- Eonmun (Hangul: 언문, hanja: 谚文 "escriptura vernacla").[4]
- Amgeul (암글 "L'escriptura de les dones", també escrit Amkeul 암클).[4] Am (암) és un prefix que significa un substantiu femení.
- Ahaetgeul o Ahaegeul (아햇글 or 아해글 "escriptura dels nens")

No obstant això, aquests noms són ara arcaics, així com l'ús del hanja en l'escriptura s'ha tornat molt poc freqüent a Corea del Sud i s'ha eliminat per complet a Corea del Nord.

## Història
El rei coreà Sejong el Gran (1397 - 1450), el quart rei de la Dinastia Joseon, va crear l'alfabet hangul en veure que els seus súbdits només podien comunicar-se oralment, ja que els caràcters xinesos no eren capaços d'expressar els termes coreans pel que fa a pensaments i sentiments. El Saló de Worthies (Jiphyeonjeon, 집현전) s'acredita sovint en aquest treball L'origen del Hangul implicà un complex treball lingüístic per als seus inventors inicials. El projecte es va completar a final de desembre de 1443 o gener de 1444, i es va descriure en 1446 en un document titulat Hunmin Jeongeum ("Els sons apropiats per a l'Educació de les Persones"), després de la qual cosa el mateix alfabet va ser nomenat. La data de publicació de la Hunmin Jeong-eum, 9 d'octubre, es va convertir en el Dia Hangul de Corea del Sud. El seu equivalent a Corea del Nord, Dia Chosongul, és el 15 de gener.

Una pàgina del Hunmin Jeong-eum Eonhae. L'única columna-Hangul, la tercera des de l'esquerra (나랏말ᄊᆞ미), té accents diacrítics a l'esquerra dels blocs sil·làbics.

En explicar la necessitat de la nova escriptura, el rei Sejong va explicar que el coreà era fonamentalment diferent del xinès, l'ús de caràcters xinesos (coneguts com a hanja) per escriure era tan difícil per a la gent comú que només els aristòcrates privilegiats (yangban, 양반), generalment de sexe masculí, els sabia llegir i escriure amb fluïdesa. La majoria dels coreans eren efectivament analfabets abans de la invenció del Hangul. El rei, doncs, va crear el hangul com un sistema senzill de lectura i d'escriptura per a combatre l'elevada taxa d'analfabetisme del seu poble i, gràcies a això, va aconseguir que quedés pràcticament erradicat. El Hangul va ser dissenyat perquè fins i tot un plebeu pogués aprendre a llegir i escriure, Haerye diu "Un home savi pot familiaritzar-s'hi abans que hagi acabat el matí, un home estúpid pot aprendre en l'espai de deu dies."
Diverses especulacions sobre el procés de creació es van dissipar pel descobriment el 1940 del  Hunmin Jeong-eum Haerye del 1446, ("Hunmin Jeong-eum, explicació i exemples"). En aquest document s'explica el disseny de les lletres consonants segons la fonètica articulatòria i les lletres vocals d'acord amb els principis del yin i el yang i l'harmonia vocal.
El Hangul es va enfrontar a l'oposició de l'elit literària, com Choe Manri i altres. Molts estudiosos confucians en la dècada de 1440, que pensaven que el hanja hauria ser l'únic sistema legítim escriure, potser van veure el Hangul com una amenaça al seu estatus. No obstant això, va entrar en la cultura popular com Sejong havia previst, s'utilitzà sobretot per les dones i els escriptors de ficció popular. Va ser tan eficaç en la difusió d'informació entre les persones sense educació que Yeonsangun, el desè rei paranoic, prohibí estudiar o l'ús del Hangul i a més prohibí els documents en Hangul el 1504,
i el Rei Jungjong abolí el Ministeri de Eonmun (언문청 谚 文 厅, institució governamental relacionada amb la investigació del Hangul) el 1506
El segle xvi, però, va veure un renaixement del Hangul, amb la poesia gasa i més tard la florent literatura sijo. Al segle xvii les novel·les en hangul es va convertir en un gènere important En aquest punt, però, l'ortografia s'havia tornat molt irregular
El primer llibre que utilitzà hangul a Occident va ser portat a Europa per Isaac Titsingh el 1796. La seva petita biblioteca incloïa Sangoku Tsūran Zusetsu (三国通覧図説, Una descripció il·lustrada de tres països) per Hayashi Shihei. Aquest llibre, que va ser publicat al Japó el 1785, descriu el Regne Joseon, i el hangul. El 1832, l'Oriental Translation Fund of Great Britain and Ireland donà suport a la publicació pòstuma abreujada de la traducció francesa de Titsingh.
A causa del creixent nacionalisme coreà al segle xix, la Reforma Gabo va patir una empenta, i es promocionà el Hangul a les escoles i la literatura dels missioners occidentals, a més el Hangul va ser adoptat en els documents oficials per primera vegada en 1894. Els textos de primària van començar a utilitzar el Hangul en 1895, i el Dongnip Sinmun, establert el 1896, va ser el primer diari editat en Hangul i anglès. No obstant això, les elits literàries continuaren usant caràcters xinesos, i la majoria dels coreans es van mantenir analfabets en aquest període.
Durant la Dominació Colonial en 1910, el japonés es va convertir en l'idioma oficial. No obstant això, el Hangul s'ensenyava a les escoles coreanes construïdes després de l'annexió i el coreà s'escrigué en una escriptura mixta Hangul-Hanja, on les arrels lèxiques van ser més escrites en hanja i les formes gramaticals en Hangul. Japó havia prohibit la literatura coreana, i l'educació pública es va convertir en obligatòria per als nens. Per a la majoria dels coreans en aquells temps, aquesta va ser la seva primera lliçó en Hangul. L'ortografia va ser parcialment normalitzada en 1912, amb  'ㆍ(arae a)' , que és un dels pilars en hangul antic i no s'utilitza en el hangul modern, limitat als xino-coreans, les consonants emfàtiques escrites ㅺ sg, ㅼ sd, ㅽ sb, ㅆ ss, ㅾ sj, i les últimes consonants restringides a ㄱ g, ㄴ n, ㄹ l, ㅁ m, ㅂ b, ㅅ s, ㅇ ng, ㄺ lg, ㄻ lm, ㄼ lb (sense ㄷ d, ja que va ser reemplaçat per s). Les vocals llargues es marcaren amb un punt diacrític a l'esquerra de la síl·laba, però es va abandonar el 1921.
Una segona reforma colonial es va produir el 1930. Arae a va ser abolit; les consonants emfàtiques es van canviar a ㄲ gg, ㄸ dd, ㅃ bb, ㅆ ss, ㅉ jj; a més es van permetre consonants finals (ㄷ ㅈ ㅌ ㅊ ㅍ ㄲ ㄳ ㄵ ㄾ ㄿ ㅄ), pel que l'ortografia més morfofonèmica; ㅆ ss va ser escrit sol (sense una vocal) quan es produïa entre els substantius, i la partícula nominativa 가 ga es presentava després de vocals, en substitució deㅣi. (ㅣi havia estat escrit sense ㅇ Iung. La partícula nominativa havia estat invariablement i durant el temps de Sejong, i potser fins als segles xviii o XIX.)
Ju Sigyeong, qui havia encunyat el terme Hangul, "gran escriptura", per reemplaçar eonmun, "escriptura vulgar", el 1912, va establir la Societat d'Investigació de Llengua Coreana (朝鲜语 研究 会; més tard anomenat Societat Hangul, 한글 学会) que va reformar més l'ortografia amb el Sistema Normalitzat delHangul (한글 맞춤법 통일안) el 1933. El principal canvi va ser fer el Hangul tant morfofonémic com fos possible donades les lletres existents. Un sistema per transcriure ortografies estrangeres es va publicar en 1940.
No obstant això, la llengua coreana va ser prohibida a les escoles en 1938 com a part d'una política d'assimilació cultural, i totes les publicacions en idioma coreà van ser prohibides el 1941.
L'ortografia moderna definitiva es va publicar el 1946, just després de la independència del domini colonial. El 1948, Corea del Nord va tractar de fer l'escriptura perfectament morfofonémica a través de l'addició de noves lletres, i el 1953, Syngman Rhee a Corea del Sud, va tractar de simplificar l'ortografia tornant a l'ortografia colonial de 1921, però ambdues reformes van ser abandonades després de només uns pocs anys.
Les dues Corees han utilitzat Hangul o Hangul mixt com el seu únic sistema d'escriptura oficial, amb l'ús del hanja és cada vegada menor. Des de la dècada de 1950 s'ha convertit en estrany trobar hanja en escrits comercials o no oficials al Sud, amb alguns diaris de Corea del Sud només amb hanja com abreviatures o de desambiguació d'homònims. Hi ha hagut un ampli debat sobre el futur dels hanja a Corea del Sud. Corea del Nord va instaurar el Hangul com el seu exclusiu sistema d'escriptura el 1949, i va prohibir l'ús del hanja complet.

### Aplicació
Mentre que el Nord i Corea del Sud afirmen que tenen el 99% d'alfabetització, estudis del govern mostren que el 25% dels coreans a la República de Corea no estan totalment alfabetitzats en Hangul. L'alfabetització a Corea del Nord es defineix com la capacitat d'escriure el nom de Kim Il-Sung, de manera que l'èxit del hangul no s'ha mesurat completament.

### Difusió
La Societat Hunminjeongeum a Seül intenta difondre l'ús del Hangul per a llengües minoritàries d'Àsia El 2009, el Hangul va ser adaptat no-oficialment pel poble Bau-Bau, a Sulawesi, Indonesia, per escriure el llenguatge Cia-Cia. Una sèrie de parlants Cia-Cia d'Indonèsia que van visitar Seül van generar l'atenció dels grans mitjans a Corea del Sud, i van ser rebuts a la seva arribada per Oh Se-hoon, l'alcalde de Seül. Va ser confirmat a l'Octubre de 2012 que els intents per estendre el Hangul a Indonèsia van fallar.

## Estructura de l'escriptura Hangul
Les paraules escrites en Hangul estan compostes per síl·labes, i aquestes al seu torn en tres parts: un so inicial, un so mitjà i en general un so final.
Hem de dibuixar un quadre imaginari on formarem la síl·laba i ubicar la primera vocal o consonant en la part superior esquerra d'aquest. Si la vocal que segueix la primera lletra és horitzontal, es col·loca sota d'aquesta; si és vertical, a la dreta. El so final (o última lletra de la síl·laba) ha d'anar sota, sempre que sigui consonant.
Per exemple: amor en coreà es diu: Sa-rang = 사랑
El primer que hem de fer és identificar les síl·labes. Després, ubiquem la primera lletra de la primera síl·laba (ㅅ) en la part superior esquerra. Després col·loquem la vocal (ㅏ). Com aquesta és vertical, la posem a la dreta de la primera consonant; la nostra síl·laba quedaria així: 사 (sa).
El pas a seguir és construir la segona síl·laba. Ubiquem la primera lletra (ㄹ) en la part superior esquerra del quadre imaginari. Llavors procedim a col·locar la vocal (ㅏ) a la dreta de la primera lletra. I posem l'última consonant (ㅇ) sota (recordem que en una síl·laba l'última lletra, si és consonant, s'ubica sota). La nostra síl·laba quedaria així: 랑.
Unim les síl·labes, i la nostra paraula és llesta: 사(sa)+랑(rang) = 사랑(sa-rang).
Un altre exemple:
A Corea, a l'os li van assignar el següent caràcter: 곰 (Gom)
Per formar aquesta síl·laba, s'ubica la consonant ㄱ (G) en la part superior esquerra, després se situa la vocal ㅗ (o) sota de la consonant, ja que aquesta última és una vocal horitzontal. I finalment es col·loca la consonant ㅁ (m) a la part inferior.
ㄱ(k)+ㅗ(o)+ㅁ(m)= 곰(gom).
D'aquesta manera es poden escriure totes les paraules coreanes i no coreanes.

### Ordre de traços
Totes les lletres hangul segueixen les normes de la cal·ligrafia coreana i xinesa. ㅇ i ㅎ fa servir un cercle, que no es troba en els caràcters xinesos però que es troba en estils en cursiva.

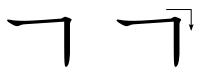
ㄱ (giyeok)
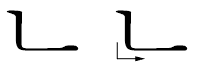
ㄴ (nieun)
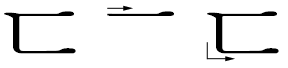
ㄷ (digeut)
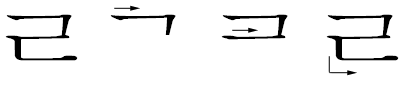
ㄹ (rieul)
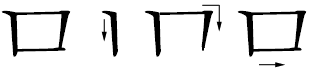
ㅁ (mieum)
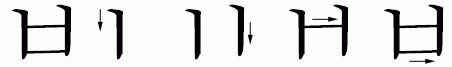
ㅂ (bieup)
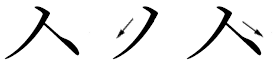
ㅅ (siot)
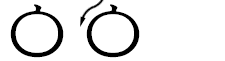
ㅇ (ieung)
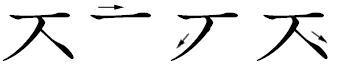
ㅈ (jieut)
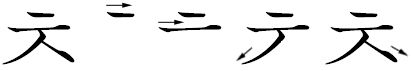
ㅊ (chieut)
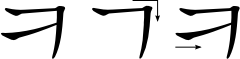
ㅋ (kieuk)
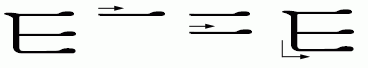
ㅌ (tieut)
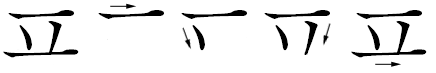
ㅍ (pieup)
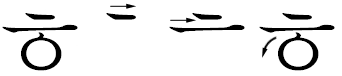
ㅎ (hieut)
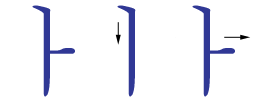
ㅏ (a)
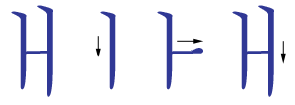
ㅐ (ae)
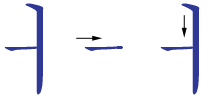
ㅓ (eo)
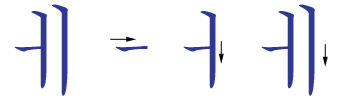
ㅔ (e)
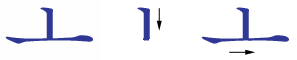
ㅗ (o)
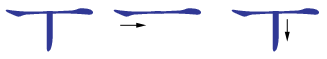
ㅜ (u)
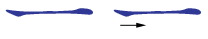
ㅡ (eu)
l (i)

Per a les vocals ioditzades, que no és mostrat, el traç curt està simplement doblat.

## Jamo
Jamo (자모; 字母) són les lletres que conformen l'alfabet han-geul. El nom “jamo” prové de mo-eum (“vocal”; 모음; 母音; literalment so mare) i ja-eum ("consonant"; 자음; 子音 o so fill, literalment).
Són 51 i es compon de:
- 21 vocals
  - 10 vocals simples (om)
  - 11 diftongs
- 30 consonants
  - 14 consonants simples
  - 5 consonants dobles
  - 11 consonants complexes

| consonants simples           | ㄱ   | ㄴ        | ㄷ      | ㄹ       | ㅁ      | ㅂ   | ㅅ   | ㅇ     | ㅈ | ㅊ  | ㅋ | ㅌ | ㅍ | ㅎ |
|                              | k/g* | n         | d       | l/r      | m       | b/p* | s/t* | (-ng)* | j  | ch' | k' | t' | p' | h  |
| consonants dobles            | ㄲ   |           | ㄸ      |          |         | ㅃ   | ㅆ   |        | ㅉ |     |    |    |    |    |
|                              | kk   |           | tt      |          |         | pp   | ss   |        | jj |     |    |    |    |    |
| grups consonàntics           | ㄵ   | ㄶ        | ㄺ      | ㄻ       | ㄼ      | ㄽ   | ㄾ   | ㄿ     | ㅀ | ㅄ  |    |    |    |    |
|                              | nj   | nh        | lg      | lm       | lb      | ls   | lt   | lp     | lh | bs  |    |    |    |    |
| vocals simples               | ㅏ   | ㅓ        | ㅗ      | ㅜ       | ㅡ      | ㅣ   |      | ㅐ     | ㅔ | ㅚ  | ㅟ | ㅢ |    |    |
|                              | a    | eo        | o (oo)* | u (uu)*  | eu (u)* | i    |      | ae     | e  | oe  | wi | ui |    |    |
| vocals iotitzades i diftongs | ㅑ   | ㅕ        | ㅛ      | ㅠ       |         |      |      | ㅒ     | ㅖ |     |    |    |    |    |
|                              | ya   | yeo (yoo) | yo      | yu (yuu) |         |      |      | yae    | ye |     |    |    |    |    |
|                              | ㅘ   | ㅝ        |         |          |         |      |      | ㅙ     | ㅞ |     |    |    |    |    |
|                              | wa   | weo       |         |          |         |      |      | wae    | we |     |    |    |    |    |
|                              |      |           |         |          |         |      |      |        |    |     |    |    |    |    |

| Lletres simples    | Lletres simples          | Lletres simples                                              | Lletres simples    | Lletres simples    | Lletres simples  | Lletres simples  | Lletres simples  | Lletres simples  | Lletres simples  |
| Consonants         | Consonants               | Consonants                                                   | Consonants         | Consonants         | Vocals           | Vocals           | Vocals           | Vocals           | Vocals           |
| Jamo               | Nom                      | Romanització                                                 | Pron.              | API                | Jamo             | Nom              | Rom.             | Pron.            | API              |
| ------------------ | ------------------------ | ------------------------------------------------------------ | ------------------ | ------------------ | ---------------- | ---------------- | ---------------- | ---------------- | ---------------- |
| ㄱ                 | 기역 (giyeok)            | g / k                                                        | gu / k             | [k-]/[-k̚]          | ㅏ               | 아 (a)           | a                | a                | [-a-]            |
| ㄴ                 | 니은 (nieun)             | n                                                            | n                  | [n-]/[-n]          | ㅑ               | 야 (ya)          | ya               | ya               | [-ja-]           |
| ㄷ                 | 디귿 (digeut)            | d / t                                                        | d / t              | [d-]/[-t̚]          | ㅓ               | 어 (eo)          | eo               | o (o obert)      | [-ʌ-]            |
| ㄹ                 | 리을 (rieul)             | r davant de vocal, l davant de consonant o final de paraula. | r/l                | [ɾ-]/[-ʎ]          | ㅕ               | 여 (yeo)         | yeo              | yo (o obert)     | [-jʌ-]           |
| ㅁ                 | 미음 (mieum)             | m                                                            | m                  | [m-]/[-m]          | ㅗ               | 오 (o)           | o                | ô                | [-o-]            |
| ㅂ                 | 비읍 (bieup)             | b / p                                                        | b/p                | [b-]/[-p̚]          | ㅛ               | 요 (yo)          | yo               | yô               | [-jo-]           |
| ㅅ                 | 시읏 (siut)              | s / t                                                        | s/t                | [s-]/[-t̚]          | ㅜ               | 우 (u)           | u                | ou               | [-u-]            |
| ㅇ                 | 이응 (ieung)             | ng                                                           | ng                 | [-ŋ]               | ㅠ               | 유 (yu)          | yu               | you              | [-ju-]           |
| ㅈ                 | 지읒 (jieut)             | j / t                                                        | dj/t               | [tɕ-]/[-t̚]         | ㅡ               | 으 (eu)          | eu               | eu               | [-ɯ-]            |
| ㅊ                 | 치읓 (chieut)            | ch / t                                                       | tch/t              | [tɕʰ-]/[-t̚]        | ㅣ               | 이 (i)           | i                | i                | [-i-]            |
| ㅋ                 | 키읔 (kieuk)             | k                                                            | kh                 | [kʰ-]/[-k̚]         |                  |                  |                  |                  |                  |
| ㅌ                 | 티읕 (tieut)             | t                                                            | th                 | [tʰ-]/[-t̚]         |                  |                  |                  |                  |                  |
| ㅍ                 | 피읖 (pieup)             | p                                                            | ph                 | [pʰ-]/[-p̚]         |                  |                  |                  |                  |                  |
| ㅎ                 | 히읗 (hieut)             | h / t                                                        | h / t              | [x-]/[-t̚]          |                  |                  |                  |                  |                  |
| Lletres compostes  |                          |                                                              |                    |                    |                  |                  |                  |                  |                  |
| Consonants dobles  | Consonants dobles        | Consonants dobles                                            | Consonants dobles  | Consonants dobles  | vocals compostes | vocals compostes | vocals compostes | vocals compostes | vocals compostes |
| Jamo               | Nom                      | Romanització                                                 | Pron.              | API                | Jamo             | Nom              | Rom.             | Pron.            | API              |
| ㄲ                 | 쌍기역 (ssanggiyeok)     | kk                                                           | k appuyé           | [kʼ-]/[-k̚]         | ㅐ               | 애 (ae)          | ae               | è                | [-ɛ-]            |
| ㄸ                 | 쌍디귿 (ssangdigeut)     | tt                                                           | t appuyé           | [tʼ-]/[-t̚]         | ㅒ               | 얘 (yae)         | yae              | yè               | [-jɛ-]           |
| ㅃ                 | 쌍비읍 (ssangbieup)      | pp                                                           | p appuyé           | [pʼ-]/[-p̚]         | ㅔ               | 에 (e)           | e                | é                | [-e-]            |
| ㅆ                 | 쌍시옷 (ssangsiot)       | ss                                                           | s appuyé           | [sʼ-]/[-t̚]         | ㅖ               | 예 (ye)          | ye               | yé               | [-je-]           |
| ㅉ                 | 쌍지읒 (ssangjieut)      | jj                                                           | tch appuyé         | [tɕʼ-]/[-t̚]        | ㅘ               | 와 (wa)          | wa               | wa               | [-wa-]           |
| Grups consonàntics | Grups consonàntics       | Grups consonàntics                                           | Grups consonàntics | Grups consonàntics | ㅙ               | 왜 (wae)         | wae              | wè               | [-wɛ-]           |
| Jamo               | Nom                      | Romanització                                                 | Pron.              | API                | ㅚ               | 외 (oe)          | oe               | wi               | [-wi-]           |
| ㄳ                 | 기역 시옷 (giyeok siot)  | ks                                                           | x                  | [-k̚]/[-ks-]        | ㅝ               | 워 (weo)         | weo              | wo (o obert)     | [-wʌ-]           |
| ㄵ                 | 니은 지읒 (nieun jieut)  | nj                                                           | ndj                | [-n]/[-ntɕ-]       | ㅞ               | 웨 (we)          | we               | wé               | [-we-]           |
| ㄶ                 | 니은 히읗 (nieun hieut)  | nh                                                           | nh                 | [-n]/[-nx-]        | ㅟ               | 위 (wi)          | wi               | wi               | [-wi-]           |
| ㄺ                 | 리을 기억 (rieul giyeok) | lg                                                           | lg                 | [-ʎ]/[-ʎg-]        | ㅢ               | 의 (ui)          | eui              | euil             | [-ɰi-]           |
| ㄻ                 | 리을 미음 (rieul mieum)  | lm                                                           | lm                 | [-ʎ]/[-ʎm-]        |                  |                  |                  |                  |                  |
| ㄼ                 | 리을 비읍 (rieul bieup)  | lb                                                           | lb                 | [-ʎ]/[-ʎb-]        |                  |                  |                  |                  |                  |
| ㄽ                 | 리을 시옷 (rieul siot)   | ls                                                           | ls                 | [-ʎ]/[-ʎs-]        |                  |                  |                  |                  |                  |
| ㄾ                 | 리을 티읕 (rieul tieut)  | lt                                                           | lt                 | [-ʎ]/[-ʎtʰ-]       |                  |                  |                  |                  |                  |
| ㄿ                 | 리을 피읖 (rieul pieup)  | lp                                                           | lph                | [-ʎ]/[-ʎpʰ-]       |                  |                  |                  |                  |                  |
| ㅀ                 | 리을 히읗 (rieul hieut)  | lh                                                           | lh                 | [-ʎ]/[-ʎx-]        |                  |                  |                  |                  |                  |
| ㅄ                 | 비읍 시옷 (bieup siot)   | bs                                                           | ps                 | [-p̚]/[-ps-]        |                  |                  |                  |                  |                  |

- Nota:

Cada consonant en han-geul correspon a un sol fonema en l'idioma coreà. Tanmateix, aquestes poden variar de pronunciació per a oïdes estrangeres. La primera consonant indica la pronunciació que s'escolta al començament de la paraula, i la segona, quan no sigui així.
Per exemple, en el cas de la paraula 비비다, que significa fregar, s'escolta com pibida. Recordem que els coreans reconeixen un només fonema ㅂ (bieup) en les dues síl·labes, i no els són diferents, com solem pensar. De forma anàloga, en català pot posar-se un exemple amb paraules com "dida". La primera D correspon a una consonant dental oclusiva sonora, /d/, i la segona D a una dental fricativa sonora, /ð/. Per a un catalanoparlant, la lletra D té sempre la mateixa pronunciació encara que la fem de diferent forma, sense si més no adonar-nos-en.
- Existeixen tres regles bàsiques per a formar paraules en coreà:
  - Ha de començar amb una consonant.
  - Conté almenys una vocal i una consonant.
  - Cada síl·laba ha de poder ser escrita en un quadrat.

La lletra ㅇ (ieung) és un cas particular. S'usa com consonant muda al principi de síl·laba per poder complir la primera regla. En canvi, al final de síl·laba, es pronuncia com ng, anomenat yet-ieung, que va arribar a fondre's en un sol amb el ieung amb el pas del temps.
- El caràcter ㄱ es pronuncia k o també g si es troba entre vocals.
- La consonant ㅂ sona sempre b excepte el final de síl·laba, on es diu p.
- ㅅ es pronuncia com s. Tanmateix, al final de síl·laba sona com t.
- Algunes consonants són aspirades, és a dir, van seguides d'un buf d'aire. Això passa amb ㅊ, ㅋ, ㅌ i ㅍ (ch', k', t' i p', respectivament)
- La vocal ㅗ es romanitza com o i es pronuncia com una o llarga.
- ㅜ Esta vocal es romanitza com uo però es pronuncia com una u llarga.
- ㅡ Se romanitza com eu encara que es pronuncia com u tancada (sense separar les dents).

## Ortografia
Fins al segle xx no s'establí cap ortografia Hangul oficial. A causa dels nexos, l'assimilació consonant pesada, les variants dialectals i altres raons, una paraula coreana potencialment pot escriure's de diverses maneres. El Rei Sejong semblava preferir l'ortografia morfofonèmica (que representa les formes fonamentals subjacents) en lloc de la fonèmica (que representa els sons reals). No obstant això, al principi de la seva història, el Hangul va ser dominat per l'ortografia fonètica. Durant segles l'ortografia es va convertir en part morfofonèmica, per primera vegada en els noms, i més tard en els verbs. Avui en dia és tan morfofonèmica com sigui possible. La diferència entre la romanització fonètica, ortografia fonètica i ortografia morfo-fonològica pot il·lustrar-se amb la frase motaneun Sarami:
- Transcripció fonètica i traducció:

motaneun sarami
[mo.tʰa.nɯn.sa.ɾa.mi]
Una persona que no pot fer-ho
- Transcripció fonètica:

모타는사라미
/mo.tʰa.nɯn.sa.la.mi/
- Transcripció morfofonèmica:

못하는사람이
|mot-ha-nɯn-sa.lam-i|
- Morfema per morfema:

|  | 못–하–는                       | 사람=이            |
|  | mot-ha-neun                    | saram=i            |
|  | no-pot-fer-ho-[verb atributiu] | persona=[subjecte] |

- Comparació d'ortografies morfo-fonològiques fonèmiques i modernes:

모타는사라미
못하는 사람이
Després de la Reforma Gabo el 1894, la Dinastia Joseon i després l'Imperi de Corea va començar a escriure tots els documents oficials en Hangul. Sota la direcció del Govern, es va discutir l'ús adequat del hangul i el hanja, inclosa l'ortografia, fins que l'Imperi de Corea va ser annexat pel Japó el 1910.
El Govern General de Corea popularitzà una barreja de Hangul i Hanja que va ser utilitzat més tard per la dinastia Joseon. El govern va revisar les regles ortogràfiques el 1912, 1921 i 1930, que van ser relativament fonològiques.
La Societat Hangul, fundada originalment per Ju Si-Gyeong, va anunciar una proposta de nova ortografia, fortament morfofonèmica el 1933, que es va convertir en el prototip de les ortografies contemporanees tant al Nord com a Corea del Sud. Després que Corea va ser dividida, el Nord i el Sud revisaren les ortografies per separat. El text guia per l'ortografia Hangul es diu Machumbeop Hangeul, l'última revisió de Corea del Sud va ser publicada el 1988 pel Ministeri d'Educació.

### Escriptures mixtes

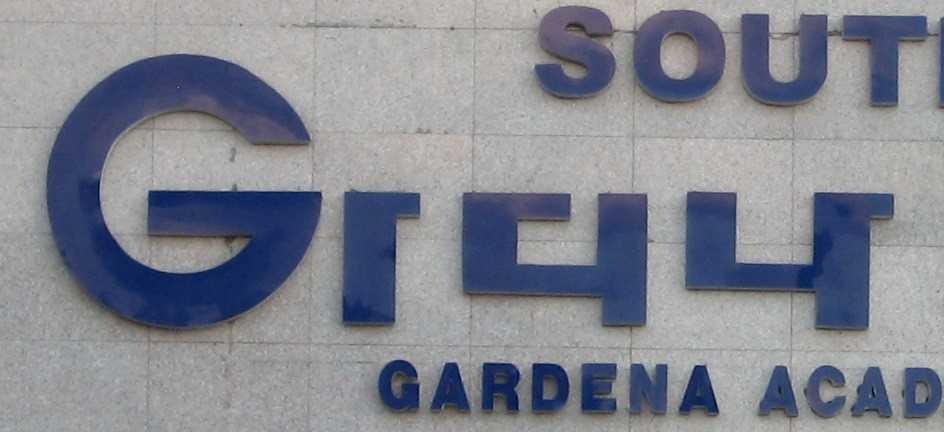
La ciutat de Gardena, EUA, en hangul, amb la /[ɡ]/ escrita com la llatina ⟨G⟩. (Compareu atentament aquesta gran ⟨G⟩ amb la menor ⟨G⟩ en la llatina Gardena a continuació: La gran ⟨G⟩ es fusiona (baix-dreta) amb ⟨⟩ en hangul que normalment s'utilitza per transcriure Gardena.)

Des del període de la dinastia Joseon, van ser utilitzats diversos sistemes mixtos hanja-Hangul. En aquests sistemes, el hanja es va utilitzar per a les arrels lèxiques, i el Hangul per les paraules i les inflexions gramaticals, tant com el kanji i el kana s'utilitzen en japonès. Avui, però, el hanja ha sigut eliminat gairebé del tot de l'ús diari a Corea del Nord i Corea del Sud és, en la seva majoria, restringit a glosses entre parèntesis pels noms propis i per desambiguar homònims.
Nombres indo-aràbics també són barrejats amb el Hangul, com en 2007 년 3 월 22 일 (22 de març de 2007). A Corea, dins la cultura pop, paraules indo-àrabs també es poden barrejar amb fins artístics.
L'alfabet llatí, i de vegades altres escriptures, poden ser sembrades en els textos coreans amb fins il·lustratius, o per paraules forànees no assimilades. Molt de tant en tant les lletres no-Hangul es poden barrejar en blocs sil·làbics Hangul, com Gㅏ Ga a la dreta.

## Llegibilitat
L'organització de les síl·labes Hangul amb fonemes individuals agrupats en una síl·laba, i no organitzats en una línia horitzontal com en anglès, és considerat per alguns observadors com un ajut poderós per la lectura. A causa de l'agrupació de les síl·labes, les paraules són més curtes a la pàgina que el que serien els seus contraparts lineals, i els límits entre les síl·labes són fàcilment visibles (que pot ajudar a llegir, si segmentar paraules en síl·labes és més natural per al lector que dividir-les en fonemes). A causa que les parts components de la síl·laba són caràcters fonémics relativament simples, el nombre de pulsacions de mitjana de mitjana és menor que en els caràcters xinesos. A diferència dels sil·labaris, com el japonès kana o els logogrames xinesos, cap dels quals codifica els fonemes constituents dins d'una síl·laba, la complexitat gràfica dels blocs sil·làbics coreans varia en proporció directa amb la complexitat fonètica de la síl·laba. A diferència d'alfabets lineals tals com els derivats del Llatí, l'ortografia de Corea permet el lector "utilitzar tant el camp visual horitzontal com el vertical". Finalment, atès que les síl·labes Hangul estan representades tant en les col·leccions de fonemes com a gràfics d'aspecte d'una sola forma, poden permetre la recuperació visual i auditiva de les paraules del lèxic.

## Estil
El Hangul pot ser escrit vertical o horitzontalment. El sentit tradicional és de dalt a baix i de dreta a esquerra. L'escriptura horitzontal en l'estil de l'escriptura llatina va ser promogut per Dj Sigyeong, i s'ha convertit en aclaparadorament predominant.
Al Hunmin Jeongeum, el Hangul va ser imprès en línies angulars de pal sec de gruix uniforme. Aquest estil es troba en els llibres publicats abans de l'any 1900, i es pot trobar avui en dia en les talles de pedra (a les estàtues, per exemple).

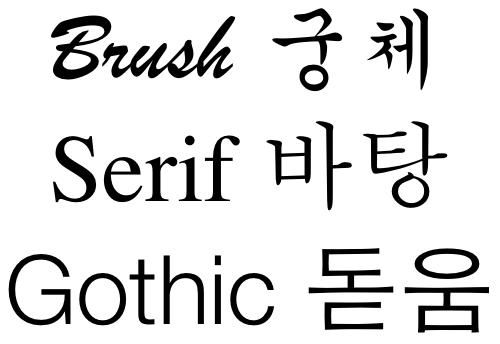
Tres estils de lletra coreans (gungche, Batang, dotum) al costat d'estils anàlegs de lletra llatina.

A través dels segles es va desenvolupar un estil de cal·ligrafia de tinta, utilitzant el mateix estil de les línies i angles de la cal·ligrafia tradicional coreana. Aquest estil de pinzell es diu gungche (궁체 宫 体), que significa "estil de Palau" a causa del fet que l'estil va ser principalment desenvolupat i utilitzat per les criades (gungnyeo, 궁녀 宫女) de la cort de la dinastia Joseon.
Estils moderns que són més adequades per als mitjans impresos es van desenvolupar al segle xx. El 1993 els nous noms per a tots dos estils, Myeongjo i Gothic, es van introduir pel Ministeri de Cultura, que va iniciar un esforç per estandarditzar termes tipogràfics, i els noms Batang (바탕, que significa "el fons") i Dotum (돋움, és a dir, "es destaquen") substitueix Myeongjo i Gothic, respectivament. Aquests noms també s'utilitzen al Microsoft Windows.
Un estil de pal sec amb línies d'igual amplada és popular amb el llapis i la ploma d'escriure, i és sovint el tipus de lletra per defecte dels navegadors web. Un avantatge de menor importància d'aquest estil és que fa que sigui més fàcil de distingir -Eung de -ung fins i tot en lletra petita o desordenat, com la jongseong ieung (ㅇ) d'aquestes fonts en general no té serif, que podria confondres amb la línia vertical de la lletra ㅜ (u).